# Joseph Martinez
Pour les articles homonymes, voir Martinez.
Joseph Martinez est un gymnaste français, né le 31 mars 1878 à Oran (Algérie) et mort le 31 mai 1946 à La Turbie.
Il est le sportif français le plus titré aux championnats du monde de gymnastique artistique, avec dix médailles d'or. Toutefois, peu de pays participaient aux championnats du monde dans les années 1900.

## Biographie
Né le 31 mars 1878 à Oran, il est le fils d'Eloy José Martínez, menuisier et de María Visitación Josefa Jareno, tous deux d'origine espagnole. Il a été naturalisé français. Il épouse Anne Barbet le 16 décembre 1903 à Oran. Ensemble ils ont eu quatre filles. 

## Palmarès

### Jeux olympiques
Aux Jeux olympiques de Paris en 1900 il est 7e au concours général individuel.

### Championnats du monde
À Anvers en 1903, il cumule cinq médailles d'or :
- médaille d'or au concours général par équipes ;
- médaille d'or au concours général individuel ;
- médaille d'or aux anneaux ;
- médaille d'or aux barres parallèles ;
- médaille d'or à la barre fixe.

À Bordeaux en 1905 il obtient trois médailles :
- médaille d'or au concours général par équipes ;
- médaille d'or aux barres parallèles ;
- médaille d'argent à la barre fixe.

À Turin en 1909 il obtient trois nouvelles médailles :
- médaille d'or au concours général par équipes ;
- médaille d'or aux barres parallèles ;
- médaille d'or à la barre fixe.

### Championnats de France
Il est champion de France du concours général en 1901 à égalité avec Gustave Sandras, en 1903, en 1904 et en 1910 à égalité avec Marco Torrès.